# Piste d'aviation de Levuka
L'aérodrome/piste d'aviation de Levuka (code IATA : LEV • code OACI : NFNB) est un aéroport sur l'île d'Ovalau, dans les Îles Fidji. Il est situé à 22 km de la ville de Levuka. Il est exploité par Airports Fiji Limited.

## Situation
| Cicia Gau Koro Labasa Lakeba Levuka Malolo Mana Matei Moala Nadi Suva Rotuma Savusavu Vanuabalavu Vunisea Yasawa |

## Compagnies aériennes et destinations
| Compagnies   | Destinations |
| ------------ | ------------ |
| Northern Air | Suva-Nausori |